# DTS (情報システム)
株式会社DTS（ディーティーエス、英: DTS Corporation）は、 東京都中央区に本社を置く、独立系のシステムインテグレーターである。金融・通信向けの開発実績や強みを持つ。東京証券取引所プライム市場上場。

## 沿革
- 1972年（昭和47年）8月 - 東京都港区西新橋二丁目に、株式会社データ通信システムとして設立。
- 1984年（昭和59年）9月 - 東京都港区新橋五丁目に本社第1ビルが完成、移転。
- 1997年（平成9年）
  - 8月 - 東京都港区新橋六丁目に本社第2ビルが完成、移転。同区新橋五丁目に本社第3ビルを開設。
  - 9月 - 東京証券取引所市場第二部に上場。
- 1999年（平成11年）9月 - 東京証券取引所市場第一部に上場。
- 2001年（平成13年）4月 - データリンクス株式会社の株式を取得し、子会社化。
- 2003年（平成15年）10月 - 株式会社DTSに社名変更。
- 2004年（平成16年）
  - 6月 - 港区新橋六丁目に本社新館完成、移転。
  - 10月 - 中京地区での営業拠点として、名古屋市中区に中京支社を開設。
- 2006年（平成18年）11月 - 日本SE株式会社の株式を取得し、子会社化。
- 2014年（平成26年）4月 - アートシステム株式会社及び横河ディジタルコンピュータ株式会社の株式を取得し、子会社化。
- 2017年（平成29年）
  - 4月 - 子会社の横河ディジタルコンピュータがアートシステムを吸収合併し、株式会社DTSインサイトに商号変更。
  - 8月 - ジャスダック上場であった子会社のデータリンクス株式会社を株式交換により完全子会社化。
  - 10月 - 東京都中央区八丁堀二丁目に本社を移転。
- 2018年（平成30年）10月 - データリンクス株式会社を吸収合併。

## 関連会社

### 連結子会社
- 株式会社九州DTS
- 株式会社DTS WEST
- 日本SE株式会社
- デジタルテクノロジー株式会社
- 株式会社MIRUCA
- 株式会社DTSインサイト
- 逓天斯（上海）軟件技術有限公司
- DTS America Corporation

### その他
- 株式会社DTSパレット
- DTS IT SOLUTIONS(THAILAND)CO., LTD
- DTS SOFTWARE VIETNAM CO., LTD.